# My Cousin Rachel (film)
Pour plus de détails, voir Fiche technique et Distribution.
My Cousin Rachel est un film britannique réalisé par Roger Michell, sorti en 2017, adapté du roman du même nom : Ma cousine Rachel (My Cousin Rachel) de Daphne du Maurier. Il s'agit de la seconde adaptation cinématographique, après Ma cousine Rachel d'Henry Koster avec Olivia de Havilland et Richard Burton, en 1952.

## Synopsis
En Angleterre au début du XIXe siècle, Philip Ashley, un jeune aristocrate orphelin, vit au manoir de son cousin Ambrose qui est pour lui comme un père. Ambrose, malade, qui est parti se soigner au soleil de l'Italie, y rencontre Rachel, une jeune veuve qu'il épouse. Rapidement, les lettres d'Ambrose évoquent un comportement inquiétant de Rachel et des médecins qui le traitent. À la suite d'une dernière lettre qui est un véritable appel au secours, Philip se rend en Italie.
En arrivant, il découvre que son cousin est décédé dans des circonstances qu'il considère comme suspectes. Rentré en Angleterre, Philip apprend qu'il hérite de la fortune d'Ambrose, puis reçoit quelque temps plus tard la visite de Rachel. Tout d'abord hostile envers elle, il en vient peu à peu à l'apprécier. 
Comme Rachel n'a pas hérité d'Ambrose, Philip décide de lui accorder une pension. Il apprend ensuite par son conseil Nick Kendall, des informations inquiétantes : le premier mari de Rachel aurait été tué en duel par son amant et elle enverrait de l'argent à l'étranger. Il apparaît enfin que Rachel utiliserait des plantes vénéneuses.
Malgré tout cela, Philip tombe amoureux de Rachel et lui demande de l'épouser.

## Fiche technique
- Titre original et français : My Cousin Rachel
- Réalisation : Roger Michell
- Scénario : Roger Michell, d'après le roman Ma cousine Rachel de Daphne du Maurier
- Production : Kevin Loader
- Société de production : Fox Searchlight Pictures
- Musique : Rael Jones
- Photographie : Mike Eley
- Montage : Kristina Hetherington
- Décoration : Barbara Herman-Skelding
- Costumes : Dinah Collin
- Pays d'origine : États-Unis, Royaume-Uni
- Langue : anglais
- Format : couleur
- Genre : Drame
- Durée : 106 minutes
- Date de sortie : 
  -  États-Unis et  Royaume-Uni : 9 juin 2017
  -  France : 26 juillet 2017

## Distribution
- Rachel Weisz (VF : Julie Cavanna) : Rachel Ashley
- Sam Claflin (VF : Gwendal Anglade) :  Philip Ashley
- Iain Glen (VF : Frédéric van den Driessche) : Nick Kendall
- Holliday Grainger (VF : Florie Vialens) : Louise Kendall
- Andrew Knott : Joshua
- Poppy Lee Friar : Mary Pascoe
- Katherine Pearce : Belinda Pascoe
- Vicki Pepperdine : Mrs. Pascoe
- Andrew Havill : Parson Pascoe
- Harrie Hayes : Tess
- Tristram Davies : Wellington
- Chris Gallarus : Timothy
- Bobby Scott Freeman : John

Source et légende : voix françaises sur RS Doublage